# Мащенко Іван Гаврилович
Іва́н Гаври́лович Ма́щенко (*24 листопада 1938, с. Микільське Вільнянського району Запорізької області — 2 червня 2019) — український тележурналіст, організатор телевиробництва. Академік Телевізійної академії України (1996).
Член Національних спілок журналістів і кінематографістів України.

## Життєпис
Народився в с. Микільське Запорізької області. Закінчив історико-філологічний факультет Сімферопольського державного університету (1960) та Вищу партійну школу при ЦК КПУ (1966).
Працював у пресі, потім — на телебаченні.

## Творчість
Автор монографій: «Телебачення прямого ефіру» (1991, у співавт.), «Глобальне телебачення» (1992), «Телебачення у законі» (1995) та ін., шести документально-публіцистичних фільмів.

## Нагороди, відзнаки
- орден «За заслуги» ІІІ ступеня (1998)
- Почесна Грамота Президії Верховної Ради України
- медалі
- 2003 — Телетріумф в номінації «За особистий внесок у розвиток українського телебачення премія Телетріумф»
- Премія імені Івана Франка у галузі інформаційної діяльності (2004) за найкращу наукову роботу в інформаційній сфері — книгу «Радіо і телебачення: від джерел до космічних висот».